# Pyrotelegraph
Ein Pyrotelegraph, auch Toposcop oder Toposkop (Ortspäher), selten auch Feuerzeiger, ist ein historisches Gerät zur Bestimmung des genauen Standortes eines Brandes bei Dunkelheit von einem festen Beobachtungspunkt aus, um Maßnahmen zum Feuerlöschen schneller einleiten zu können. Das Gerät besteht aus einem Fernrohr, das drehbar auf einer (horizontalen) Windrose montiert ist. Kombiniert ist es mit einem vertikalen Winkelmesser. Es ist somit kein Gerät zur Übertragung von Informationen im üblichen Sinne, wie der Name „Telegraph“ vermuten ließe.
Ein solches Toposcop wurde am Wiener Stephansdom vom Türmer ab dem Jahr 1836 eingesetzt.